# Ксі (кирилиця)
Ѯ, ѯ (ксі) — літера кирилиці. Використовувалася в старослов'янській абетці, з якої перейшла до церковнослов'янської абетки.
Походить від грецької літери ксі, використовувалася для її заміни в словах, запозичених з грецької мови, а також для запису чисел. Літера «ксі», як і аналогічна в грецької абетки, позначала число 60. У глаголиці аналогічна літера була відсутня.
Літера «ксі» не увійшла до цивільної абетки Петра Першого і була вилучена з цивільних друкарських шрифтів. Проте через те, що літера була поширена у багатьох іменах грецького походження, духовні особи продовжували вживати її навіть у цивільних текстах (наприклад, у «ревізьких казках») до 1780-х рр., а подекуди до початку XIX ст. В кириличних абетках за межами Російської імперії (Румунія, Болгарія, Сербія) літера зникла у 19 ст.